# إزالة قساوة

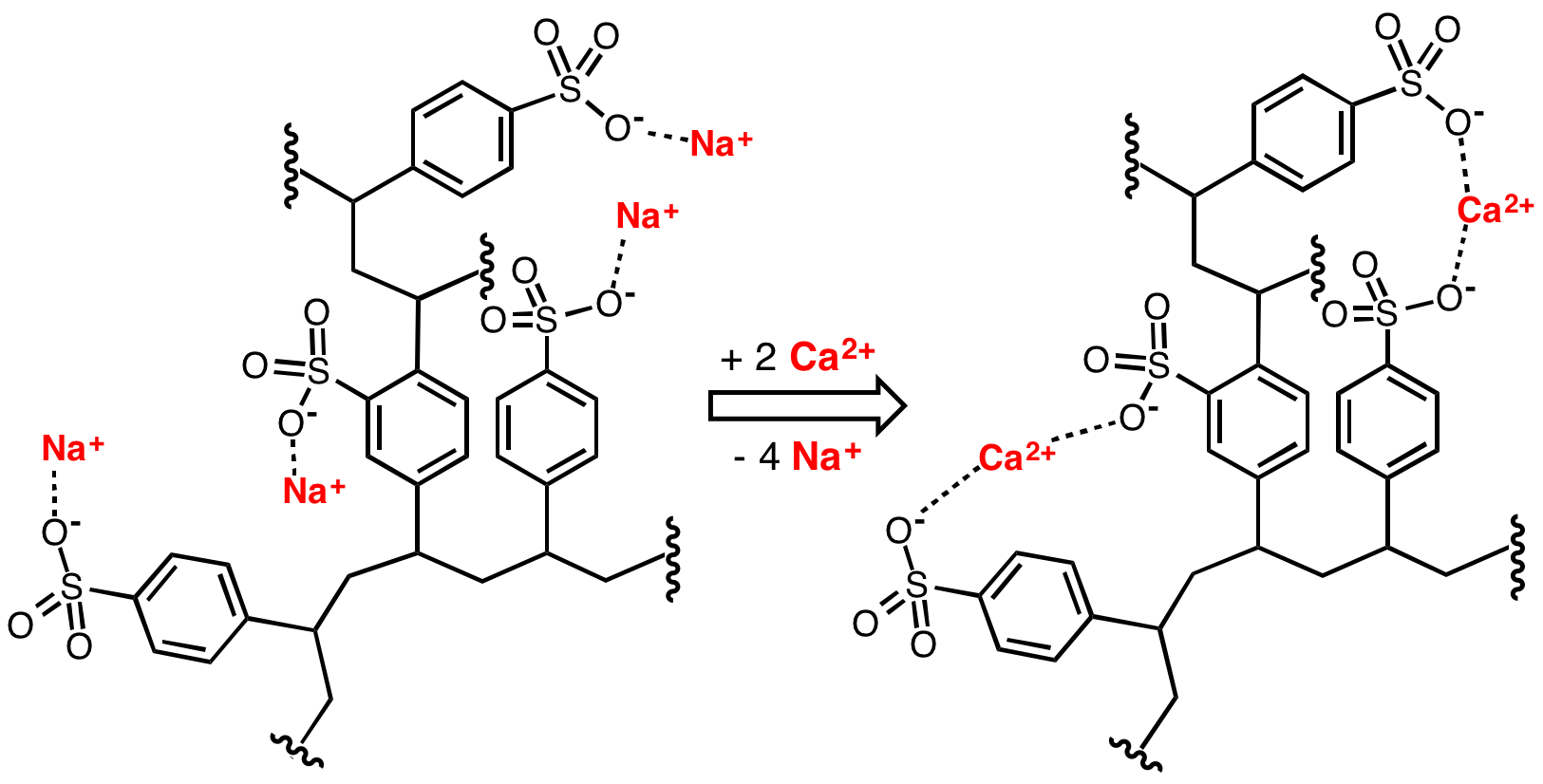

إزالة قساوة الماء أو تخفيضها هو إزالة الكالسيوم والمغنيسيوم والشوارد الموجبة الفلزية الأخرى من الماء القاسي (العسِر). الماء الناتج أكثر ملائمة للصابون ويطيل من عمر المواسير، والذي يسمى الماء اليَسِر.
تُنجز عملية إزالة القساوة باستعمال راتنجات التبادل الشاردي. ويمكن تعريفها على أنها عملية إزالة الكالسيوم والمغنسيوم وعدد من الصواعد (الكاتيونات) المعدنية الأخرى الموجودة في الماء العسر. يحتاج الماء «اليسر» الناتج عن هذه العملية إلى كمية أقل من الصابون من أجل الفعالية التنظيفية ذاتها، إذ لا يُستهلك الصابون ويضيع بالارتباط مع أيونات الكالسيوم. يمكن للماء اليسر أن يطيل من عمر التمديدات المائية من خلال تقليل أو منع تشكل الترسبات الكلسية في الأنابيب والتوصيلات المائية. غالبًا ما تجري عملية إزالة قساوة الماء باستخدام ماء الجير أو راتنجات التبادل الأيوني لكنها أصبحت تحدث في الفترة الأخيرة بشكل مطرد باستخدام أسطح التناضح العكسي أو الترشيح النانوي.

## التفسير العلمي
يسبب وجود بعض الأيونات المعدنية مثل أيونات الكالسيوم أو المغنسيوم وبشكل أساسي في مركبات من البيكربونات والكلوريد والسلفات ضمن الماء طيفًا واسعًا من المشاكل.
يؤدي الماء العسر إلى تراكم الرواسب الكلسية، والتي يمكن لها أن تؤذي التمديدات، وتحرض التآكل الجلفاني. في معامل إزالة قساوة الماء على المستوى الصناعي، يمكن أن يؤدي التدفق من عملية إعادة توليد الماء إلى تحريض تشكل الرواسب الكلسية التي قد تعرقل عمل أنظمة الصرف الصحي.
يحدث الشعور الزلق عند استخدام الصابون مع الماء اليسر لأن الصابون يتحد مع الشحوم في الطبقات السطحية من الجلد ويزيل هذه الشحوم تاركًا جلدًا رطبًا نظيفًا يملك ملمسًا زلقًا طبيعيًا على النقيض من ذلك وفي مناطق انتشار الماء العسر، تحوي مياه الغسيل أيونات الكالسيوم أو المغنسيوم التي تشكل أملاحًا غير منحلة، ما قد يترك طبقة من ستيرات الكالسيوم غير المنحلة على سطح الجلد إضافة إلى أسطح الحوض ومرش المياه، والتي تُدعى بشكل شائع باسم قذارة الصابون.

## الوسائل
تعتمد أكثر طرق إزالة قساوة الماء شيوعًا على راتنجات التبادل الأيوني أو التناضح العكسي. تشمل المقاربات الأخرى لهذه المشكلة وسائل الترسيب أو الحجز من خلال إضافة العوامل الممخلبة.

### وسيلة راتنجات التبادل الأيوني
تعتمد وسائل إزالة قساوة الماء التقليدية المجهزة للاستعمال المنزلي على أحد راتنجات التبادل الأيوني، والتي تتبادل فيها «أيونات القساوة» (خصوصًا الكالسيوم والمغنسيوم) أماكنها مع أيونات الصوديوم. كما هو موصوف في المعيار 44 للمعهد الوطني الأمريكي للمعاير، تخفف المواد الرابطة للأيونات قساوة الماء من خلال مبادلة أيونات الكالسيوم والمغنسيوم، لتحل محلها أيونات الصوديوم أو البوتاسيوم.
راتنجات التبادل الأيوني هي مبلمرات عضوية حاوية على مجموعات من شوارد الهوابط (الأنيونات) الفعالة ترتبط بها الهوابط ثنائية التكافؤ (مثل الكالسيوم) بشكل أشد من الهوابط أحادية التكافؤ (مثل الصوديوم). تبدي بعض العناصر غير العضوية فعالية مشابهة مبادلة للأيونات. تستخدم هذه المعادن على نطاق واسع في مواد التنظيف.
عندما تُستبدل كافة أيونات الصوديوم المتوفرة بأيونات الكالسيوم أو المغنسيوم، يجب شحن الراتنج من خلال فصل أيونات الكالسيوم والمغنسيوم باستخدام محلول كلوريد الصوديوم أو هيدروكسيد الصوديوم، اعتمادًا على نوع الراتنج المستخدم. بالنسبة إلى الراتنجات من الصواعد الكيميائية، تستخدم عملية إعادة التوليد عادة محلولًا من هيدروكسيد الصوديوم أو هيدروكسيد البوتاسيوم. أما مياه الفضلات المغسولة من عمود التبادل الأيوني الحاوي على أملاح الكالسيوم أو المغنسيوم غير المرغوبة فيمكن التخلص منها إلى أنظمة الصرف الصحي.